# Regina Carter
Regina Carter (Detroit, 1966. augusztus 6. –) amerikai dzsesszhegedűs. James Carter szaxofonos unokatestvére.

## Pályafutása
Carter Detroitban született családja három gyermekének egyikeként.
Kétéves korától már zongorázott, hallás után eljátszott dallamokat bátyja zongoratanárának. Miután szándékosan rossz utolsó hangot ütött le egy házikoncerten, a zongoratanára azt javasolta neki, hogy inkább hegedüljön.
Édesanyja négyéves korában beíratta a Detroit Community Music School-ba, ahol valóban hegedülni kezdett. Közben még zongorázni is tanult, azonkívül sztepptáncra és balettre is járt.
Bár Regina Carter klasszikus hegedűsnek tanult, fokozatosan a dzsessz felé fordult. 15 éves korától popzenét is kezdett játszani. Arra törekedett, hogy az egyik legismertebb dzsesszhegedűs legyen. Két évet Európában volt, ahol egy német-amerikai rádióban játszott. Visszatérve Detroitba, Marcus Belgrave-vel dolgozott és csatlakozott a Straight Ahead női együtteshez. Az 1990-es évek elején New Yorkba költözött, ahol először Mary J. Blige-vel és a Black Rock Coalition együttessel lépett fel. Két évig a New York-i String Trio tagja volt. 1997-ben turnézott Wynton Marsalis-szal a Blood On The Fields című oratóriumban.
Dolgozott Cassandra Wilsonnal, Lauryn Hilllel, Max Roach-al, Aretha Franklinnel, Billy Joellel, Oliver Lake-kel, Dolly Partonnal, Danilo Pérezzel,  Joe Jacksonnal is.

## Lemezválogatás
- 2020: Regina Carter Freedom Band
- 2014: Southern Comfort
- 2010: Reverse Thread
- 2006: I'll Be Seeing You
- 2003: Paganini-After A Dream
- 2001: Freefall & Kenny Barron
- 2000: Motor City Moments ( & James Carter, Barry Harris, Lewis Nash)
- 1998: Rhythms of the Heart ( & Kenny Barron, Marcus Belgrave, Cassandra Wilson)
- 1997: Something for Grace
- 1995: Regina Carter

## Díjak
- 2006: Genius Award[2]
- 2014-től egymás után ötször nyerte el a legjobb dzsesszhegedűsnek járó Down Beat-díjat
- 2001-ben ő lett az első dzsesszzenész, aki egy 250 éves Guarneri-hegedűn játszhatott, amely korábban a Niccolò Paganinié volt
- Háromszor jelölték Grammy-díjra

## Filmek
- Regina Carter az IMDb-n

## Fordítás
- Ez a szócikk részben vagy egészben  a   Regina Carter című német Wikipédia-szócikk ezen változatának fordításán alapul.  Az eredeti cikk szerkesztőit annak laptörténete sorolja fel. Ez a jelzés csupán a megfogalmazás eredetét és a szerzői jogokat jelzi, nem szolgál a cikkben szereplő információk forrásmegjelöléseként.